# Julio Abril Valdez
Julio Abril Valdez  (n. 24 de octubre de 1873, Ciudad de Guatemala - f. 1934) fue un empresario teatral guatemalteco que introdujo el cine en Guatemala.

## Biografía
Su padre fue miembro del ejército de Guatemala comandado por el General Justo Rufino Barrios y falleció en la  Batalla de Chalchuapa en El Salvador en 1885; y su madre fue María Valdez.  A muy temprana edad inició sus actividades de emprendedor fundando, a principios de 1890, su primera zapatería, la cual estaba localizada en 11 Avenida Norte, Número 7 de la ciudad de Guatemala; poco tiempo después inaugura el primer Teatro Abril. Para 1912, tras varias ubicaciones temporales, el teatro y la compañía teatral se trasladan a su solar definitivo en a la 9 ave y 14 calle zona 1 esquina.
En 1908 viajó a Europa, saliendo de Puerto Barrios en el vapor Heredia de la United Fruit Company por Nueva Orleans y Nueva York para finalmente atracar en Havre, Francia. En este viaje obtuvo la representación de películas del cine mudo, producidas por la Casa Pathe de París. El 15 de diciembre del mismo año emprendió su primer proyecto de presentación de películas comerciales de cine y teas haber comprado equipos de proyección, películas en propiedad y repuestos, creó una red de distribución para la industria cinematográfica en el sur de México y Centroamérica.
Para el año de 1915, ya contaba con las representaciones de varias corporaciones fílmicas como Twentieth Century Fox, Paramount Pictures y la Metro-Goldwyn-Mayer. Durante el transcurso de estos años construyó el Salón Olimpia, en donde se presentaron películas del cine mudo, con artistas como Charlie Chaplin, Buster Keaton y Harold Lloyd, y luego del cine sonoro. Este Salón, o Teatro Olimpia, tenía a su vecindad la zapatería, también de su propiedad
En el Salón Olimpia también se presentaban compañías internacionales de teatro; en una oportunidad se presentó la Compañía Unda, en la que conoció a una hermosa dama y actriz de mexicana: Guadalupe Unda Murillo, con quien contrajo matrimonio y tuvo cinco hijos: Julia, Julio, Augusto, Leonardo y Margarita Abril.
Abril Valdez puso todo su empeño para ayudar a la afición teatral guatemalteca, llevando a Guatenala prestigiosos espectáculos, con variedad para todos los gustos, entre ellas: operetas, zarzuelas, drama, alta comedia, y musicales.
En los años 1917 y 1918 el Teatro Abril sufrió daños a causa de seguidos terremotos así que la familia decide reconstruirlo.
La década de los años veinte fue la época dorada el momento del Teatro Abril. Al su palco presidencial acudieron atentamente los gobernantes de entonces con sus familias: los generales José María Orellana y Lázaro Chacón.
En 1929, tras la caída de la Bolsa de Valores de Nueva York, la economía de Guatemala se hundió de tal manera que causó pobreza generalizada a todos los sectores del país. La gente ya no podía darse el lujo de disfrutar de las funciones teatrales. Julio Abril Unda (hijo) no se dio por vencido y, tras la muerte de Abril Valdéz en 1934, contrató nuevos espectáculos, al darse cuenta de que esto no solucionaba la depresión económica, y que los buenos tiempos no aparecían, transforman la sala en cine.

## El nuevo Teatro Abril

### Primera Reconstrucción
Julio Abril Unda, sufrió un derrame cerebral el cual lo obliga a reposar y trasportarse en silla de ruedas por muchos años. Como sus hijos eran muy pequeños en ese entonces para hacerse cargo del teatro, así que deciden seguir con la exhibición de películas.
| “El Teatro Abril que vamos a inaugurar tiene imitaciones de los mejores modelos de teatros europeos del siglo pasado y de los mejore teatros de latinoamericanos como el teatro Colon de Buenos Aires y los diseños de los teatros clásicos Italianos." Julio Abril Unda |

En el interior del nuevo Teatro Abril se encuentran réplicas del León de San Marcos, la Venus de Milo, el Apolo de Belvedere, escultura del Nacimiento de Venus de Botticelli, y la Victoria de Samotracia. Tras muchos años de trabajo, el teatro se inaugura en 1986 con una obra de la Compaña de la artista española Irán Eory.

### Segunda reconstrucción
El 5 de junio de 1991 el Teatro Abril sufrió un incendio que destruye por completo el área del escenario, luneta y camerinos.  El nieto de Julio Abril Valdéz reconstruyó el Teatro después del incendio. Anualmente asisten al Teatro más de setenta y cinco mil jóvenes a presenciar obras de teatro, como los éxitos Ana Frank, los Mayas, y obras clásicas y contemporáneas guatemaltecas y del mundo.